# Brachylophosaurus
Brachylophosaurus var ett släkte i dinosauriefamiljen Hadrosauriderna. Det är känt från flera skelett och material i benlager i Oldman Formation i Alberta, Kanada samt i Judith River Formation i Montana, USA. Den senare fyndplatsen är ett benlager, där över 90% av de 1 300 fynden utgörs av Brachylophosaurus-arter.
Medlemmarna i släktet var medelstora dinosaurier med en längd på omkring 7 m, som var växtätare och levde för omkring 88 till 89 miljoner år sedan.